# Corkscrew (Cedar Point)
Corkscrew è una montagna russa in acciaio del parco divertimenti statunitense Cedar Point, situato nei pressi di Sandusky, in Ohio. Realizzata da Arrow Development e inaugurata il 15 maggio 1976, fu la prima montagna russa al mondo a possedere tre inversioni, nonché la seconda a presentare un giro della morte nel tracciato, dopo The New Revolution a Six Flags Magic Mountain, la quale aprì al pubblico soltanto sette giorni prima.

## Descrizione

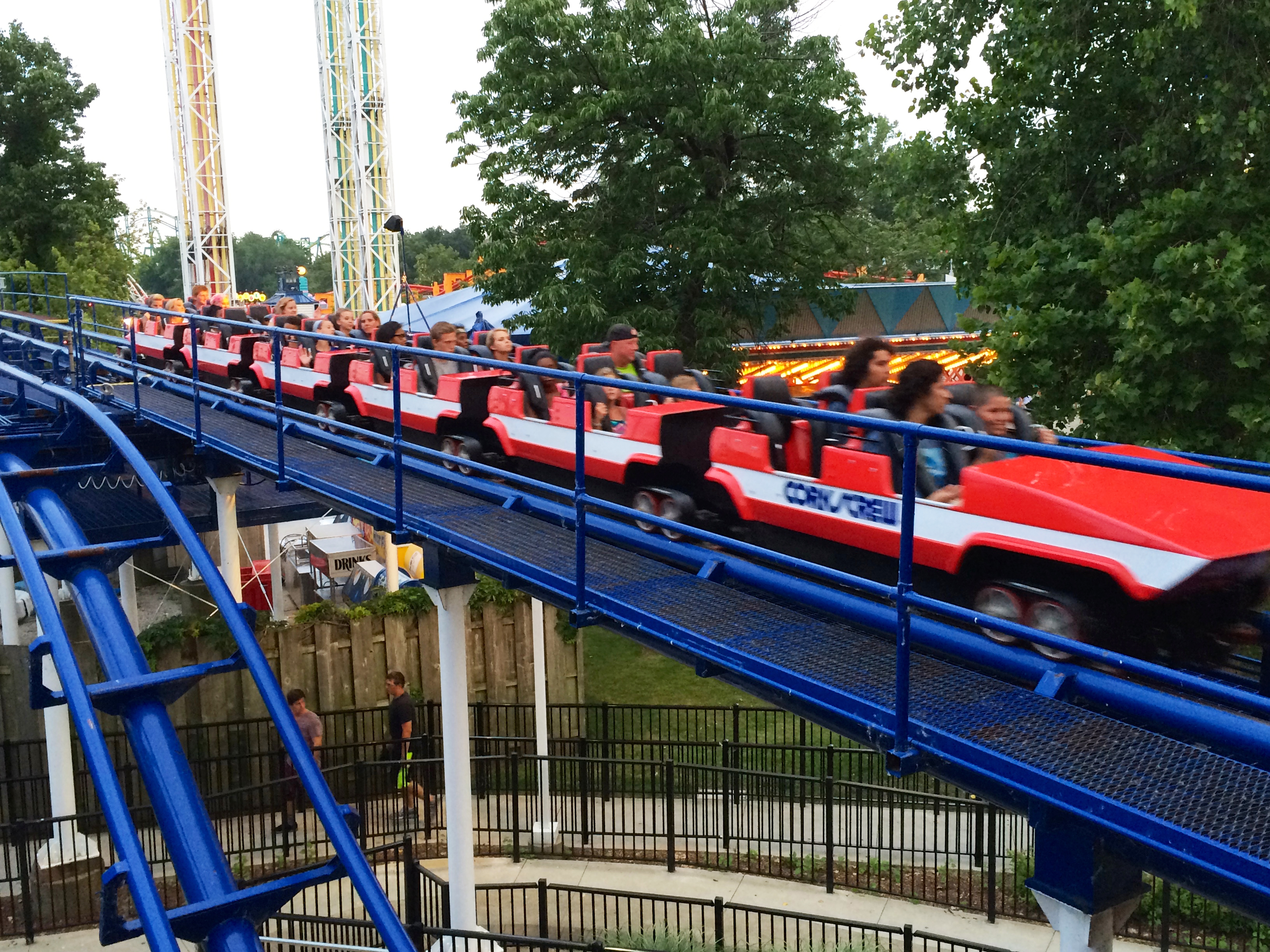
Un treno di ritorno alla stazione

L'attrazione, situata vicino a Top Thrill Dragster, presenta una stazione sopraelevata e tre treni che possono ospitare ventiquattro passeggeri ciascuno. I vagoni sono tinti di rosso, bianco e blu, una combinazione di colori ispirata al bicentenario degli Stati Uniti, avvenuto nel 1976, anno in cui è stato inaugurato l'ottovolante.

### Tracciato
Il treno, messo in moto attraverso l'azione di pneumatici, lascia la stazione e compie una curva di 180°, raggiungendo la rampa iniziale.
Quindi comincia ad elevarsi dal terreno a 8 km/h, fino a un'altezza di 26 m, per poi scendere lungo una discesa di 20 m a un'inclinazione massima di 45°, toccando una velocità di punta di 77 km/h. Dopo una collinetta passa attraverso un giro della morte, la prima delle tre inversioni, giungendo a una sezione di binario dritto. Successivamente procede lungo una curva discendente a 180°, dirigendosi verso due inversioni ad avvitamento, dette corkscrew, che danno il nome all'attrazione. Queste inversioni furono inoltre le prime al mondo a possedere dei sentieri percorribili sottostanti. Infine il treno entra nella brake run e ritorna alla stazione.